# 麻山镇 (鸡西市)
麻山镇是中华人民共和国黑龙江省鸡西市麻山区下辖的一个镇。

## 行政区划
麻山镇下辖以下村级行政区划单位：
太和村、吉祥村、龙山村、新光村、前东新村、麻山村、新发村、和平村、共荣村、双岭村、后东新村、土顶子村、五龙村、青龙村、西大坡村和山河村。